# Giovanni Antonio Guido
Giovanni Antonio Guido (Genova, 1675 circa – post 17 settembre 1729) è stato un violinista e compositore italiano, attivo soprattutto in Francia.

## Biografia
Abbiamo poche informazioni biografiche su di lui: probabilmente genovese, studiò e visse a Napoli. Dal 1702 fu a Parigi, al servizio del duca d'Orléans, dove restò almeno fino al 23 marzo 1728, data di un concerto dopo il quale si perdono le sue tracce.
Scrisse gli Scherzi armonici sopra le quattro stagioni dell'anno, op. 3, a imitazione delle Quattro stagioni di Vivaldi, che ebbero molto successo in Francia.